# Tihuapán
Tihuapán är en ort i Mexiko.   Den ligger i kommunen Zautla och delstaten Puebla, i den sydöstra delen av landet, 160 km öster om huvudstaden Mexico City. Tihuapán ligger 2 427 meter över havet och antalet invånare är 216.
Terrängen runt Tihuapán är huvudsakligen kuperad, men åt sydost är den platt. Runt Tihuapán är det ganska tätbefolkat, med 72 invånare per kvadratkilometer. Närmaste större samhälle är San Miguel Tenextatiloyan, 1,2 km nordost om Tihuapán. Trakten runt Tihuapán består till största delen av jordbruksmark.